# Kioniskos

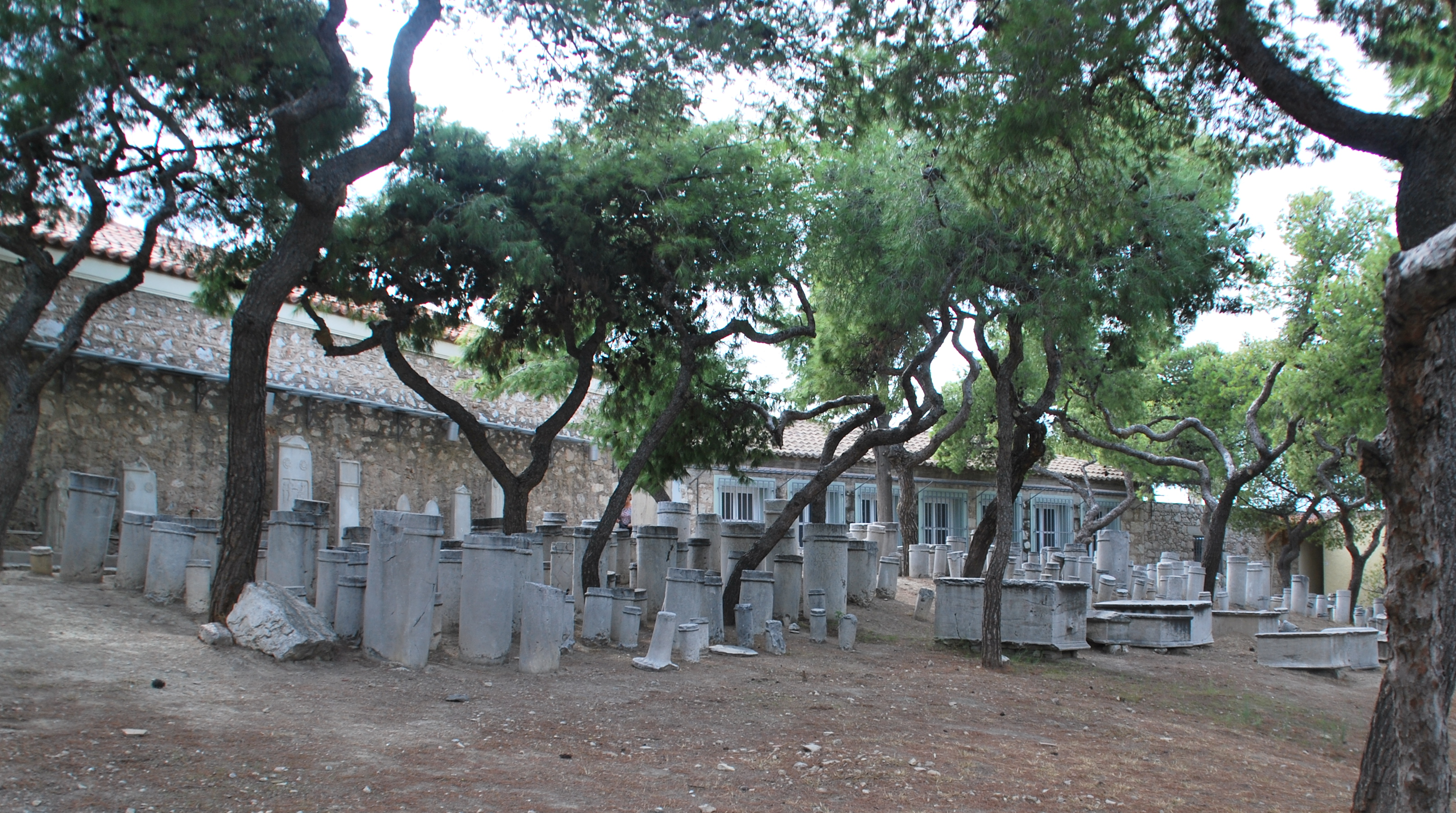
Eine größere Zahl an Kionoskoi sowie einige Trapezai vor dem Kerameikos-Museum

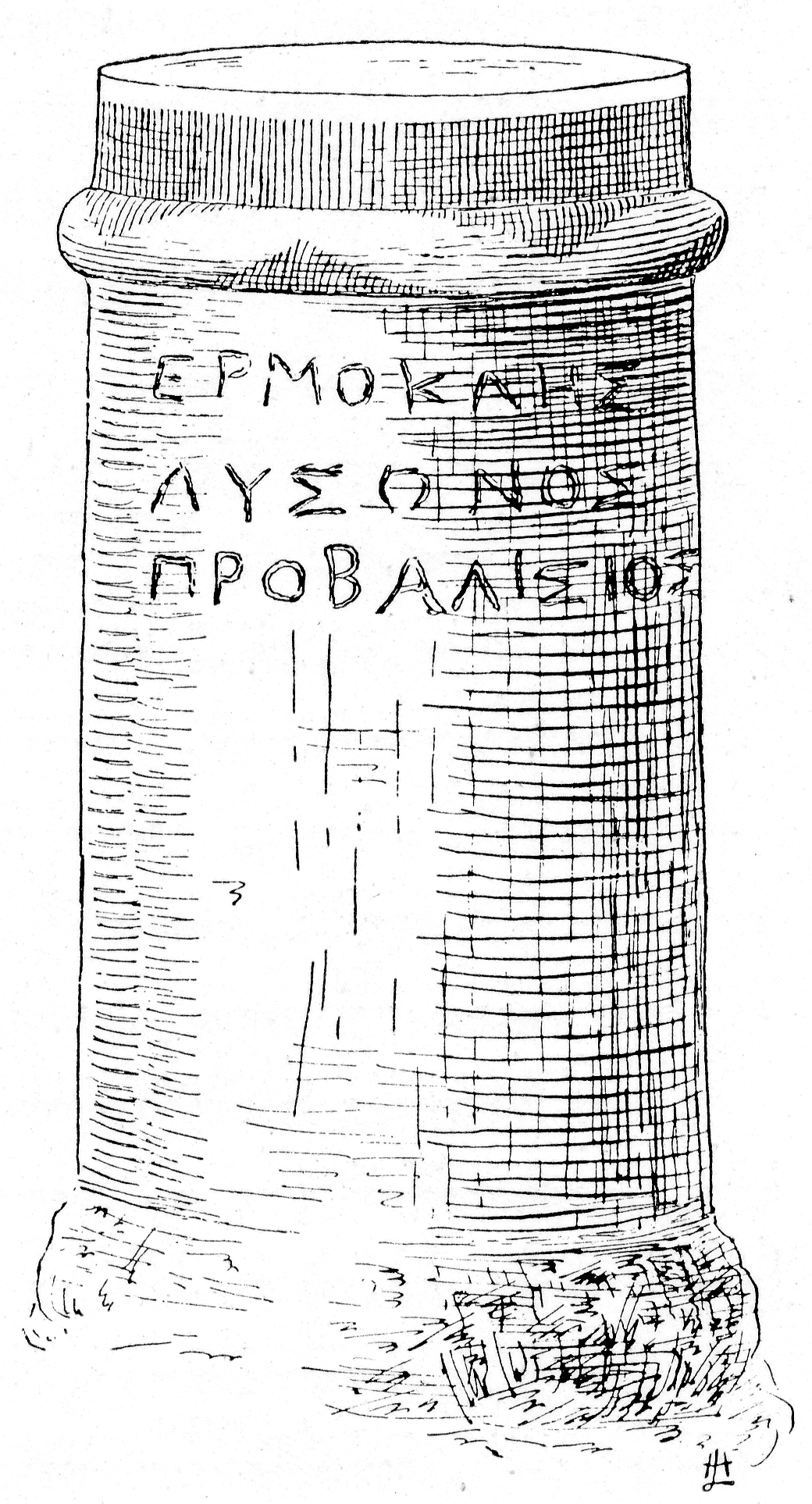
Kioniskos des Hermokles auf dem Kerameikos in Athen, Zeichnung

Als Kioniskos (lateinisch Columella) wird eine schlichte Form antiker Grabmäler bezeichnet.
Kioniskoi sind Grabmale in zylindrischer Form. Sie waren schon seit längerer Zeit etwa im antiken Athen neben den repräsentativen Grabmalen in Benutzung. Nach einem Gesetz des Demetrios von Phaleron, des Machthabers der Stadt zwischen 317 und 307 v. Chr., das den Gräberluxus unterbinden sollte, waren sie neben Trapezai oder Gefäßen der einzige erlaubte Grabschmuck. Sie durften maximal eine Höhe von drei Ellen, also etwa 1,30 Metern erreichen. Da Demetrios Beamte zur Überprüfung abstellte und hohe Strafen bei Zuwiderhandlung aussprach, wurde das Gesetz weitestgehend eingehalten. Kioniskoi waren seit dieser Zeit die vorherrschende Grabmalform auf attischen Friedhöfen. Fast immer wurden sie aus hymettischem Marmor gefertigt. Am oberen Ende ist meist ein umlaufender Wulst ausgearbeitet. Die Bemalung der Kioniskoi ist selten erhalten, wenn sie es ist, zeigt sie oft, dass der Wulst einen geflochtenen Reif aus Opferbinden darstellt. Einzige Zier neben der Malerei waren im Allgemeinen Inschriften. Diese nannten bei Männern in der Regel den Namen des Verstorbenen, den Vatersnamen und den Demos, bei Frauen außer dem eigenen Namen den Namen des Vaters oder des Ehemannes. Neben den neuen Grabmälern bestanden die alten weiter, die neuen wurden nicht selten weiterhin in den älteren Grabbezirken und dann dort zumeist im hinteren Bereich aufgestellt. Wie beispielsweise im Falle des Grabbezirks des Isidoros konnten auch zwei Kioniskoi zu einem verbunden werden, was jedoch äußerst selten vorkam.
Grabmale herausragender Personen konnten in die Mitte eines kleinen stuckierten Tumulus aufgestellt werden. Vereinzelt sind Reliefs am Kioniskos herausgearbeitet worden, etwa ein Efeukranz am Kioniskos für Hieronymos. Selten sind Inschriften in lateinischer Sprache, wie für den nach 44 v. Chr. gestorbenen Numerius Granonius. Kioniskoi wurden noch bis ins 5. Jahrhundert auf Friedhöfen Athens verwendet.